# Безредици в Англия 2011
Безредиците в Англия от 2011 г. са масови вълнения в началото на август 2011 г. в Англия.
Възникват спонтанно като протести на расови и етнически малцинства срещу убийството на британски мулат, усилени от недоволство от социално-икономическото им положение, превърнали се в безредици с гражданско неподчинение, плячкосване и грабежи.

## Развой на конфликта
Непосредствен повод за безредиците става инцидент в четвъртък, 4 август в 18 ч. 15 мин. При опит за арест от полицията на местния жител 29-годишния Марк Даган, подозиран в търговия с наркотици, носене на оръжие и членство в организирана престъпна група, той е застрелян. В престрелката е ранен полицай. Стрелбата е водена през деня пред очите на много очевидци. Независимата обществена комисия по жалби от полицията (Independent Police Complaints Commission) в комюнике от 9 август изказва съмнение, че М. Даган първи е стрелял срещу полицаите.
Роднини и приятели на Даган излизат в квартал Тотнъм, Северен Лондон на демонстрация на протест, която после прераства в безредици и мародерство, на 6 август 2011 г.
Безредиците се разпространяват на 8 август в столицата, а на следващия 9 август – в други градове на Англия: Бирмингам, Ливърпул, Манчестър, Нотингам, Бристол. На 9 август е дадена първата човешка жертва, предизвикана от уличните вълнения. Съгласно официално заявление на Скотланд Ярд в болница от огнестрелни рани умира мъж, прострелян в колата си в района Кройдън в Южен Лондон. В нощта на 10 август в Бирмингам от автомобил са сгазени 3 души. На 10 август градовете Глостър и Солфорд са обхванати от уличните безредици.

## Последици от конфликта
В резултат от безредиците пострадват няколко десетки души (в това число и над 35 полицаи), запалени са множество автомобили по улиците, разграбени са много магазини и ресторананти.
На 9 август поради сложната ситуация в страната прекъсват отпуска си министър-председателят на Великобритания Дейвид Камерън, вицепремиерът Ник Клег, министърката на вътрешните работи Тереза Мей и кметът на Лондон Борис Джонсън.
По данни на полицията на 9 август са арестувани над 450 души, на 69 от тях са предявени обвинения. Сутринта на 11 август са задържани 888 участници в безредиците.

## Riot Clean Up
Няколко десетки жители на градовете, пострадали от уличните безредици, грабежи и плячкосване, започват акция Riot Clean Up за изчистване на улиците от резултатите на вандалствата. За координиране на действията си използват социалната мрежа Twitter. За тази цел е създаден специалният сайт www.riotcleanup.co.uk. В акцията вземат участие няколко знаменитости, в това число актьорът Саймън Пег.